# كوردايت

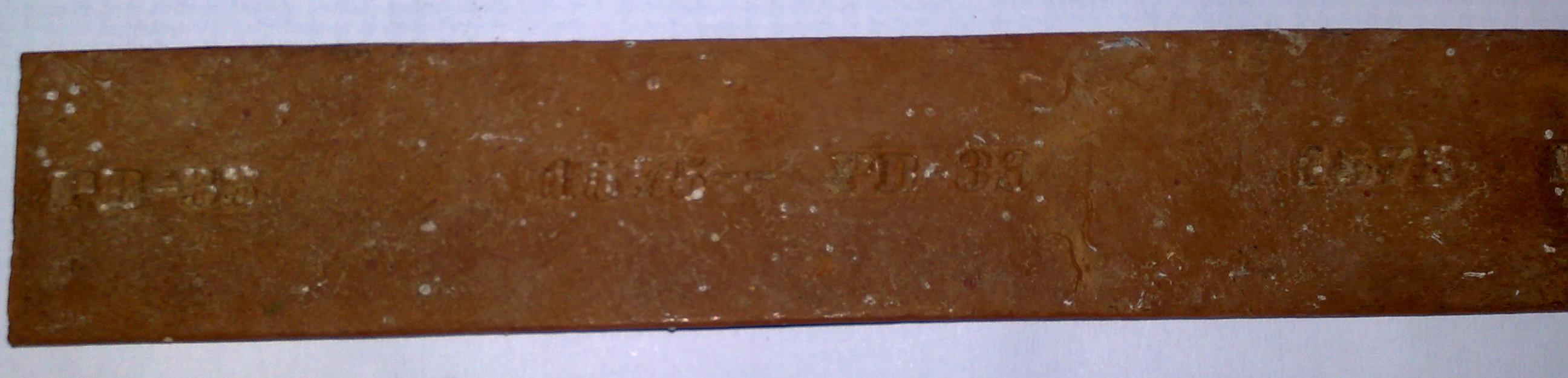

الكوردايت هي المادة الدافعة المستعملة في القذائف الصاروخية والمدافع والأسلحة النارية، تصنف هذه المادة على انها ثنائية القاعدة (يدخل فيها نوعين من المواد الدافعة) وهما النيترو جليسيرين والنيترو سليلوز.
يمكن صناعتها بنترتة القطن والجلسرين (النترته: هي إضافة مجموعة نيترو -NO2 للمادة عبر غمسها بحمضي النيتريك والكبريتيك "وظيفة حمض الكبريتيك هي سحب الماء المتكون"), ثم تذويبهما في الأسيتون وخلطهما معا وتركهما ليجفان.
1. ↑  "Cordite - What is it?". www.greenacre.info. مؤرشف من الأصل في 2018-10-03. اطلع عليه بتاريخ 2018-12-29.